# Akrolit

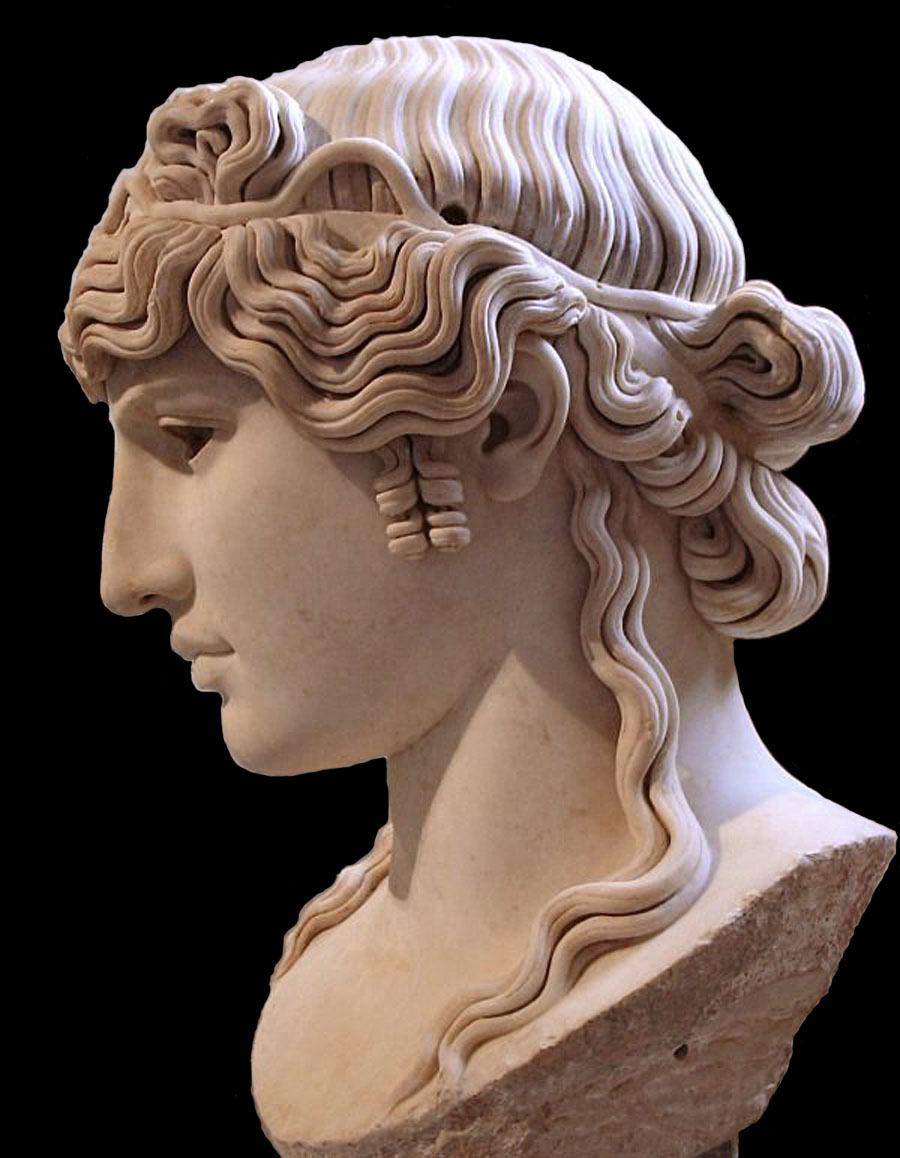
Antinous Mondragone, huvudet från en akrolitisk kultbild av den förgudade Antinous.

Akrolit (av grekiska akros, överst, och lithos, sten) var inom den grekiska konsten en staty med de nakna delarna (huvud, händer och fötter} av sten eller marmor medan kroppen i sin drapering var skuren i trä  och vanligen belagt med guldbleck. Sådana arbeten tillhörde den grekiska bildhuggarkonstens äldsta tider.